# Katedra w Salisbury
Katedra w Salisbury (ang. Salisbury Cathedral) – gotycka świątynia znajdująca się na obrzeżach najstarszej części miasta Salisbury położonego w południowej Anglii.
Dawna siedziba założonej w 1220 diecezji Salisbury; obecnie świątynia należy do anglikańskiego Kościoła Anglii (ang. Church of England). Katedra została wzniesiona ok.[1220–1320, jej zasadniczą część – prezbiterium z kaplicą Świętej Trójcy, główny transept oraz korpus nawowy – wzniesiono w ciągu 38 lat, a przylegające od północy monasterium kanonickie, skupione wokół wielkiego kwadratowego wirydarza (80 arów), budowano przez 30 lat. Wertykalną dominantą świątyni jest wzniesiona na skrzyżowaniu naw strzelista, kwadratowa w planie wieża ze smukłym ośmiobocznym hełmem w formie iglicy. Wieża, o wysokości 123 m (404 stóp), jest najwyższą wieżą kościelną na terenie Zjednoczonego Królestwa. Okazała, malownicza katedra stała się inspiracją dla artystów, wśród nich dla reprezentanta angielskiego romantyzmu, malarza Johna Constable'a. Katedra stanowi jeden z czołowych przykładów gotyku angielskiego. Będąc w opozycji do francuskiego kierunku w architekturze gotyckiej, struktura przestrzenna świątyni salisburskiej wywarła silny wpływ na kształt dzieł budownictwa sakralnego na terenie Wysp Brytyjskich w XII–XV w.

## Dzieje
Genezy katedry salisburskiej należy szukać na przełomie IX i X w., kiedy to w latach 1075–1092 Normanowie wybudowali świątynię w obrębie historycznej osady Old Sarum w pobliżu Salisbury. Ponieważ z czasem relacje między duchowieństwem i wojskowymi osady uległy pogorszeniu, duchowieństwo postanowiło obrać nowe miejsce dla swojej siedziby. Miało to miejsce w XI w. Dzięki darowiznom i rocznym wpływom ze strony kanoników i wikariuszy inicjatywa wybudowania katedry była realna. Nową siedzibę obrał znany z bogactwa biskup Richard Poore. Legenda mówi, iż biskup z Old Sarum wybierając miejsce wzniesienia świątyni wystrzelił z łuku strzałę, która przy okazji ugodziła w jelenia zabijając go. I w tym miejscu wybudowano katedrę.
Kamień węgielny pod nową katedrę został położony dnia 28 kwietnia 1220. Ze względu na grząski teren i otaczające świątynię liczne mokradła zastosowano tu odmienną strukturę fundamentów składającą się jedynie z czterech „nóg”, która umożliwiła wzniesienie wielkiej świątyni. Budowa trwała stosunkowo krótko. W 1258 wzniesiono korpus nawowy, transept oraz prezbiterium z własną nawą poprzeczną. W 1265 zamknięto część zachodnią masywną fasadą. Krużganki i oktagonalny kapitularz ukończono ok. 1280 r. Kolejny etap prac budowlanych trwał do 1320 r. Przede wszystkim wzniesiono strzelistą wieżę na skrzyżowaniu naw. Prace nad krużgankami trwały długo – 30 lat, 1240–1270, podczas gdy wielki korpus nawowy, transept i prezbiterium wzniesiono w ciągu 36 lat. W 1265 postawiono obok świątyni wysoką na 100 m dzwonnicę. W 1331 katedrę wraz z monasterium i rezydencją biskupią otoczono murem.
W latach 1788–1791 miała miejsce gruntowna konserwacja świątyni. Prace prowadził James Wyatt, znany architekt, reprezentant stylu neoklasycystycznego i jeden z pionierów neogotyku w Anglii. Niektóre zabiegi, takie jak przeniesienie gotyckiej przegrody chórowej niegdyś oddzielającej nawę od prezbiterium i wyburzenie stumetrowej dzwonnicy stojącej na północny zachód od katedry budziły kontrowersje. Chociaż katedra zyskała od strony estetycznej (przeniesienie przegrody chórowej otwarło wielką przestrzeń wnętrza nawy i prezbiterium, wyburzenie dzwonnicy konkurującej z wieżą katedralną uwydatniło tę dominantę i piramidalny układ bryły świątyni) utraciła częściowo historyczny wygląd. Dzwony przeniesiono i zawieszono w wieżach katedr w Norwich i w Ely. Druga renowacja świątyni i zabudowań monasterium przypada na lata 1860–1878. Została przeprowadzona pod kierunkiem znanego architekta-neogotycysty sir George'a Gilberta Scotta.
W 1947 w dawnym pałacu biskupim urządzono szkołę katedralną (ang. Cathedral School). W dawnym Domu Króla (mieszkał w nim m.in. Jakub I Stuart), założono w 1981 Muzea Salisbury i South Wiltshire (ang. Salisbury and South Wiltshire Museums). Pod koniec lat 80. XX wieku podjęto kolejną restaurację katedry. W 2000 r. ukończono remont wieży i fasady zachodniej.

## Architektura
Zbudowana z wapienia i piaskowca katedra w Salisbury jest trójnawową bazyliką, z dwoma transeptami i prostokątnie zamkniętym prezbiterium, otoczone ambitem. Oś wschodnią katedry zamyka kaplica Świętej Trójcy w formie trójnawowej hali z niewielkim wydzielonym prostokątnym prezbiterium na osi.
Prezbiterium składa się z sześciu przęseł, przy czym dwa (tj. trzecie i czwarte od wschodu) krzyżują się z krótszym transeptem. Większy, również dwunawowy transept usytuowany jest mniej więcej na wysokości połowy długości całej katedry. Korpus nawowy składa się z dziesięciu przęseł, zamknięty jest od zachodu parawanową fasadą, którą flankują w narożach dwie niskie, kwadratowe wieże. Na skrzyżowaniu naw wznosi się główna wieża.
Architektura katedry oznacza się jednolitością, całe wnętrze jest nakryte sklepieniem krzyżowo-żebrowym (wyjątek stanowi skrzyżowanie naw, nakryte sklepieniem gwiaździstym) wspartym na profilowanych służkach. W większości partii zastosowano podział na trzy kondygnacje. Dolną tworzy ciąg arkad międzynawowych, środkową empory, w górnej części znajdują się okna. Przy czym, grube, masywne mury magistralne od wewnątrz poprzedzają dodatkowe ścianki z ostrołukowymi, bogato profilowanymi arkadami, wspartymi na smukłych filarach wiązkowych. Ścianki z murami magistralnymi połączone są masywnymi przyporami, których znaczna część jest wysunięta na zewnątrz. Przypory te są zasadniczym elementem konstrukcyjnym. Arkady międzynawowe wsparte są na masywnych okrągłych filarach, do których z czterech stron przylegają mniejsze filary. By nadać wnętrzom plastyczności zastosowano dwa rodzaje kamienia, oprócz jasnego wapienia użyto tzw. Purbeck marble – skały osadowej zbliżonej do marmuru, która występuje głównie w południowej Anglii. Efekt połysku uzyskano przez wypolerowanie materiału, z którego zbudowane są przede wszystkim liczne filary wiązkowe wspierające arkady oraz kolumienki przylegające do filarów międzynawowych.
Na zewnątrz ściany są oszkarpowane; uskokowe przypory oddzielają poszczególne przęsła. Masywne grube mury (zwane mur épais) są przeprute ostrołukowymi oknami. W dolnych partiach przeważają okna parzyste, w górnych potrójne. Na szczytach wieńczących elewacje transeptu i wschodnią ścianę prezbiterium znajduje się po pięć okien. Podział ścian na trzy kondygnacje jest czytelny na zewnątrz jedynie w elewacjach transeptu, w pozostałych partie kondygnację środkową przysłaniają dachy naw bocznych. Wewnątrz dachów ukryte są łęki oporowe. Każda z elewacji jest zwieńczona kamienną balustradą. Naroża ścian silnie zaakcentowano wielobocznymi wieżyczkami wznoszącymi się powyżej przypór.
Architektura katedry salisburskiej posiada zasadnicze cechy angielskiego gotyku. Rzut katedry zawiera tylko kąty proste. Plan katedry odznacza się klarownością, regularnym rozplanowaniem. Korpus nawowy, prezbiterium, jak i kaplica Św. Trójcy oparte są na wspólnych osiach biegnących z zachodu na wschód. Obejście chórowe jest niskie i zgodne z wysokością naw bocznych. Prowadzi ono do kaplicy (retrochoir), zaś zastrzeżone dla duchowieństwa prostokątne prezbiterium oddzielone jest ze wszystkich stron przegrodą. Na zewnątrz bryła katedry odznacza się klarownością, odzwierciedla ona hieratyczny układ nie tylko samej budowli, lecz także porządek społeczny w średniowiecznej Anglii.

John Constable – Katedra w Salisbury, widok od strony gruntów biskupich 1823, Muzeum Wiktorii i Alberta, Londyn

Katedra w Salisbury odzwierciedla także świadomość wagi tradycji anglo-normańskiej w architekturze i niezależność od gotyku francuskiego. Recepcja form francuskiego gotyku katedralnego w katedrze w Salisbury uległa silnej modyfikacji. Diafaniczna, przezroczysta konstrukcja katedry francuskiej, oparta na spiętrzeniu łuków oporowych została tu zastąpiona prostotą, uporządkowanym zespoleniem brył i monumentalnością. Świątynia nie jest wzniesiona w centrum miasta (co czynili Francuzi) lecz na peryferiach Salisbury, na rozległym wydzielonym terenie pozbawionym zwartej zabudowy. Trwające przez niemal całe średniowiecze konflikty Anglii z Francją nie pozostając bez wpływu na kulturę i sztukę angielską.

## Nawiązania w sztuce
Stanowiąca kwintesencję dojrzałego gotyku angielskiego katedra w Salisbury stała się inspiracją dla artystów. Charakterystyczna sylwetka katedry wraz z wiejskim otoczeniem stała się tematem kilku obrazów Johna Constable'a, czołowego malarza angielskiego romantyzmu. Katedra została uwieczniona w jego obrazach takich jak Katedra w Salisbury, widok od strony gruntów biskupich (1823, ponadto inne wersje), Katedra w Salisbury, (ok. 1825 i kilka wersji późniejszych), Katedra w Salisbury widziana z bagien (1829), Katedra w Salisbury od południowego zachodu, Katedra w Salisbury i dom biskupa Fishera, widok od strony rzeki (1820), Widok Salisbury. W każdym z tych obrazów gotycki kościół jest wpisany w krajobraz i specyficzny nastrój, który charakteryzuje pejzaże Constable'a. Zleceniodawcami obrazów byli także biskupi Salisbury, obraz Katedra w Salisbury, widok od strony gruntów biskupich, wersja z 1823 r. została namalowana dla ówczesnego biskupa Johna Fishera.
Katedra była tematem powieści Wieża napisanej przez Williama Goldinga, wydanej w 1964, opowiadającej jak fikcyjny bohater Dean Jocelin budował 123-metrową wieżę. O katedrze mowa jest także w powieści historycznej Edwarda Rutherfurda zatytułowanej Sarum.

## Galeria

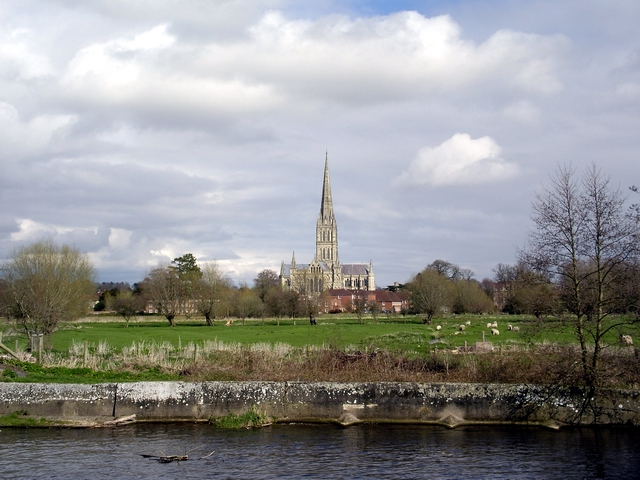
Krajobraz z katedrą salisburską
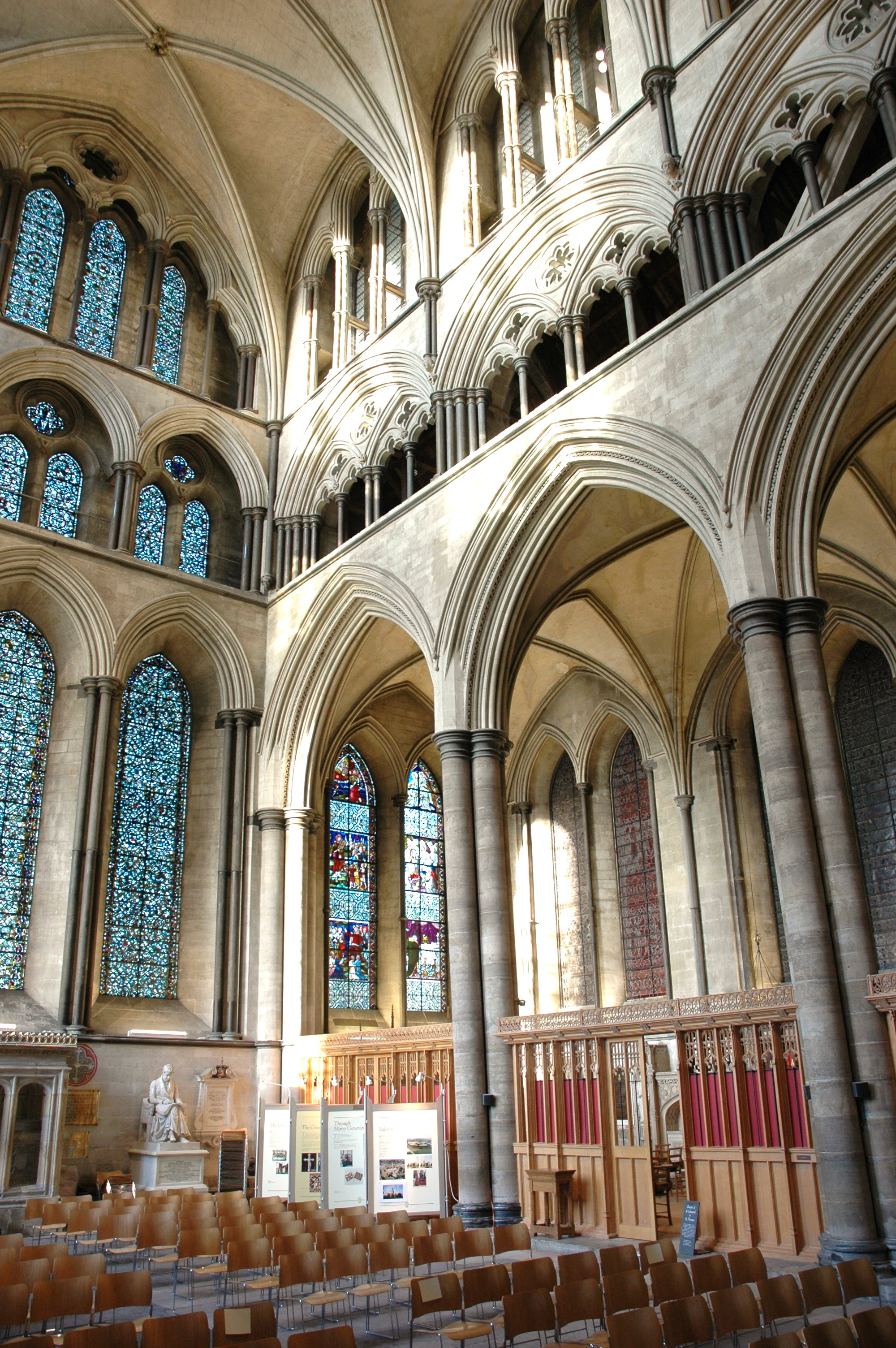
Wnętrze transeptu
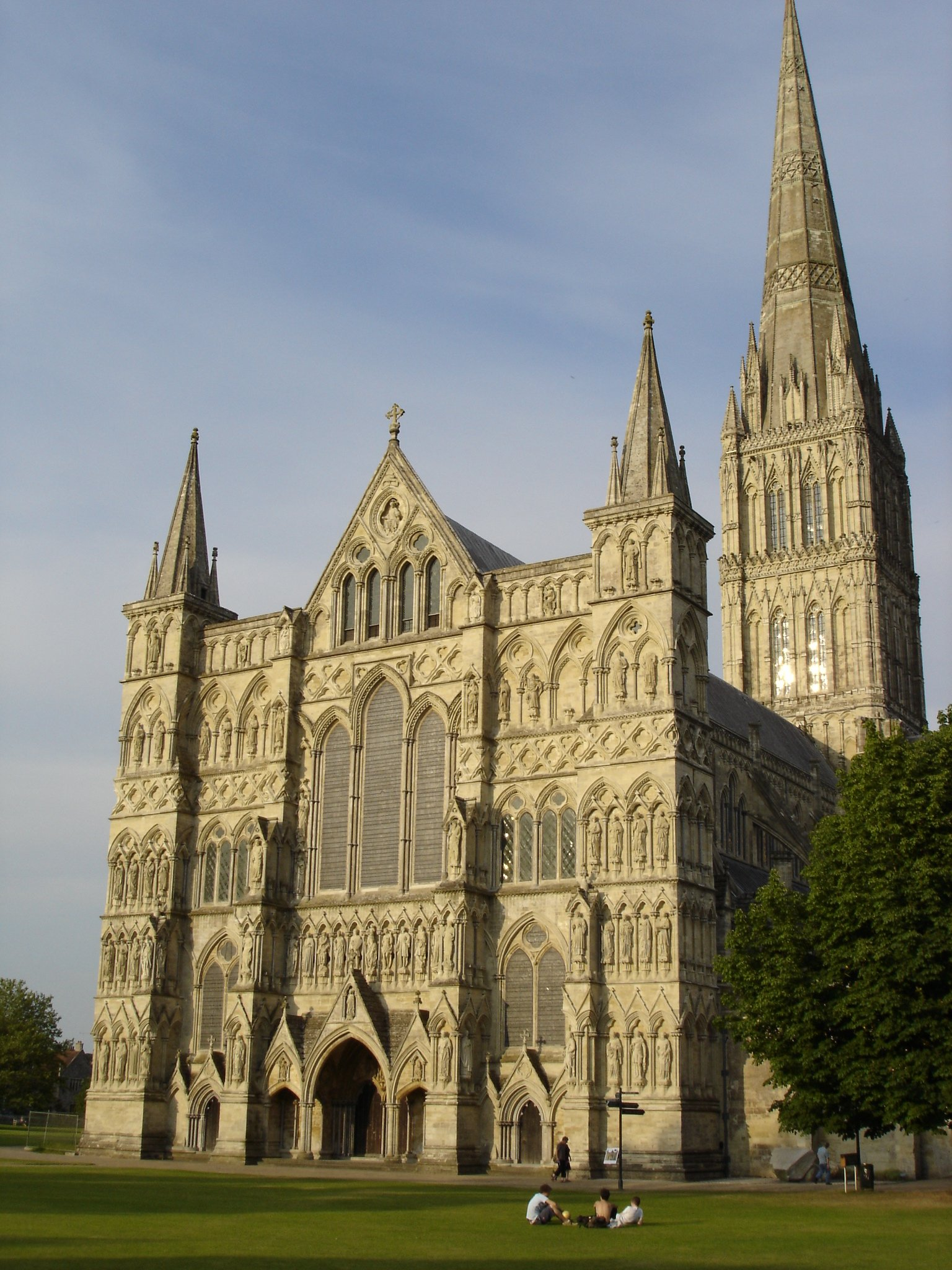
Fasada zachodnia
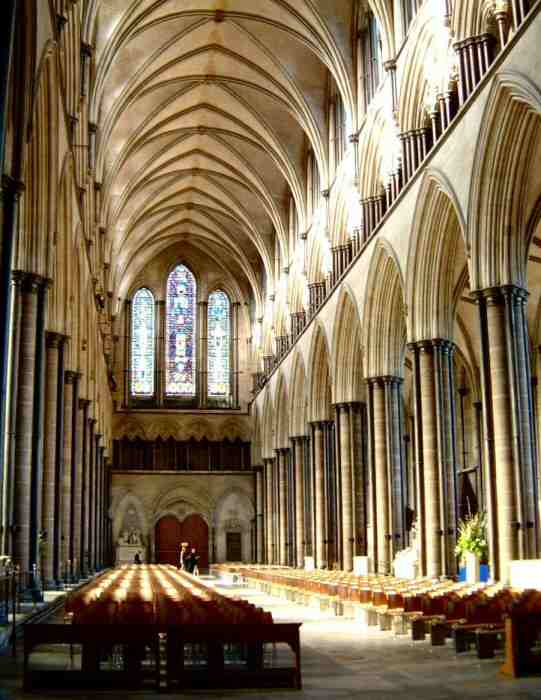
Widok na nawę główną
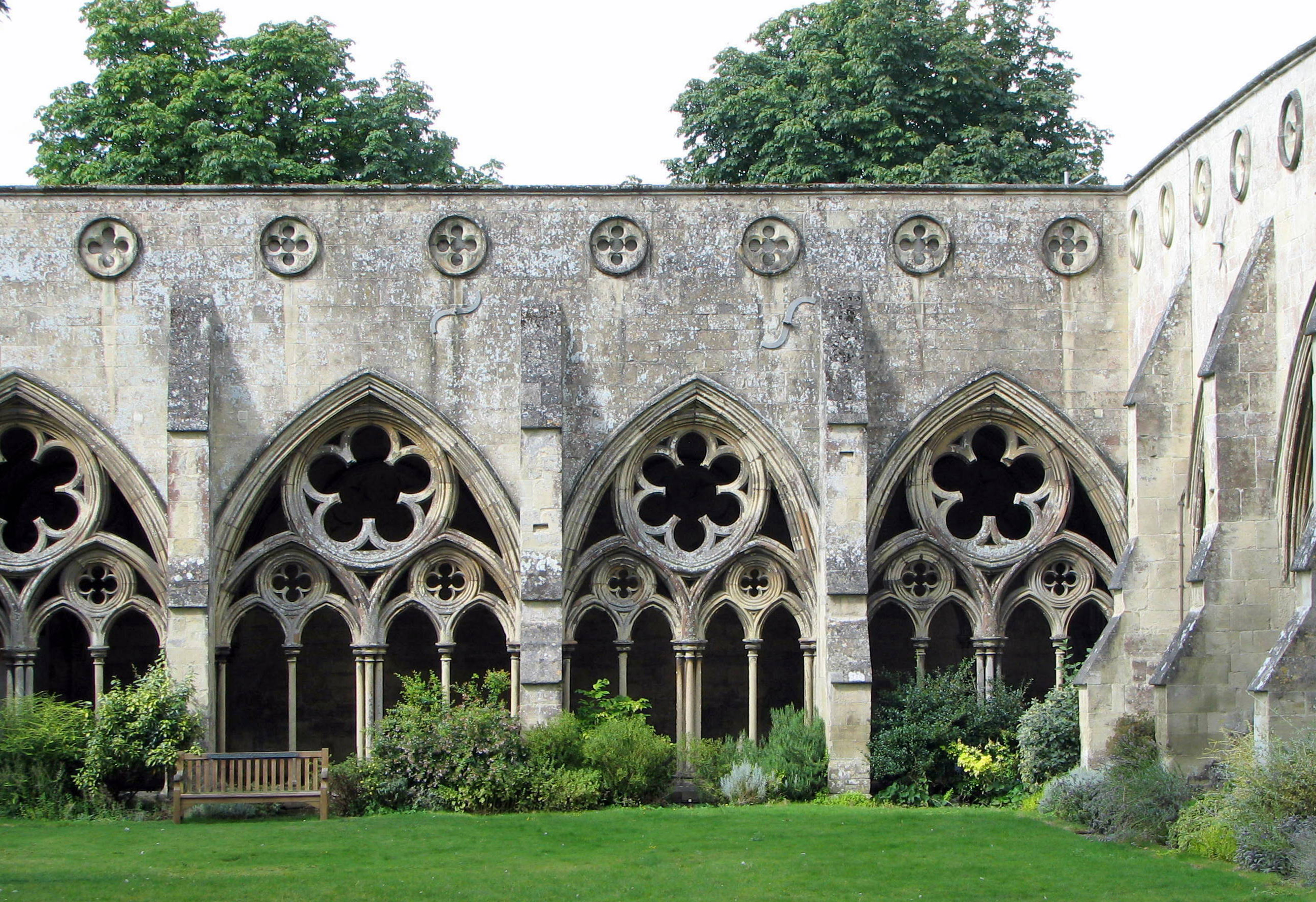
Widok z wirydarza na krużganki
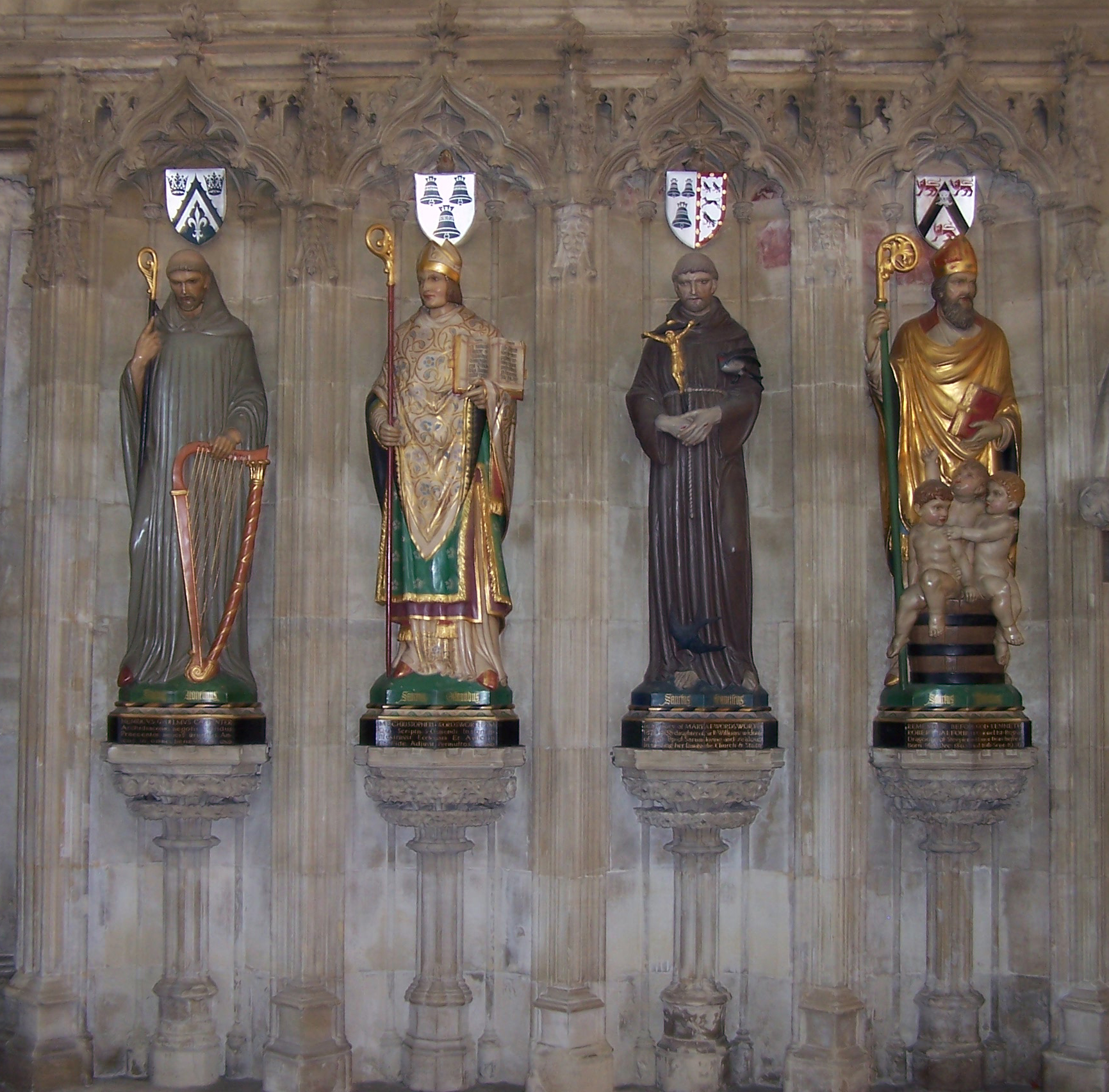
Gotyckie rzeźby
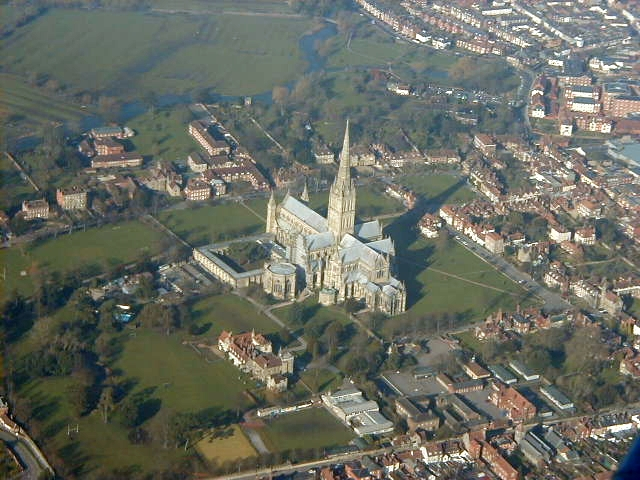
Widok na katedrę z lotu ptaka
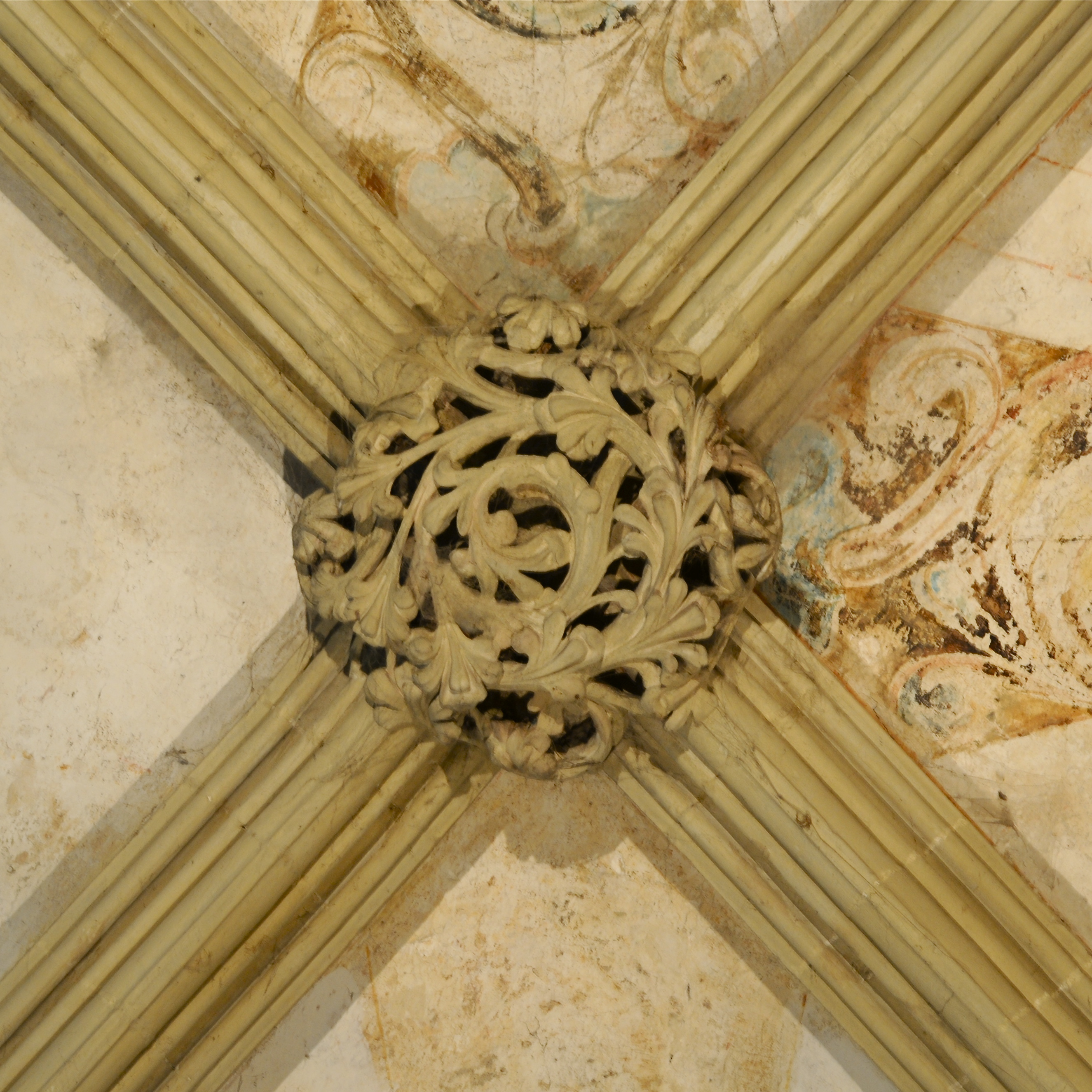
Jeden z gotyckich zworników